# ۲۸۱ (قمری)
۲۸۱ (قمری)، دویست و هشتاد و یکمین سال در گاهشماری هجری قمری است. اول محرم این سال برابر با هفدهم مارس سال ۸۹۴ میلادی است.